# McCartney Kessler
| jaar | rang enkelspel | rang dubbelspel |
| ---- | -------------- | --------------- |
| 2017 | 939            | –               |
| 2018 | 1020           | –               |
| 2019 | 1224           | 1172            |
| 2020 | 1273           | 1229            |
| 2021 | 1009           | 1489            |
| 2022 | 948            | 992             |
| 2023 | 231            | 241             |
| 2024 | 68             | 387             |

McCartney Kessler (Calhoun, 8 juli 1999) is een tennisspeelster uit de Verenigde Staten van Amerika. Kessler speelt rechtshandig en heeft een tweehandige backhand. Zij is actief in het internationale tennis sinds 2017.

## Loopbaan

### Enkelspel
Kessler debuteerde in 2017 op het ITF-toernooi van Auburn (VS). Zij stond in 2021 voor het eerst in een finale, op het ITF-toernooi van Lubbock (VS) – zij verloor van landgenote Adriana Reami. In 2023 veroverde Kessler haar eerste titel, op het ITF-toernooi van Rome (VS), door landgenote Grace Min te verslaan. Tot op heden(augustus 2025) won zij drie ITF-titels, de meest recente in 2024 in Landisville (VS).
In 2023 speelde Kessler voor het eerst op een WTA-hoofdtoernooi, op het toernooi van Midland.
Kessler had haar grandslamdebuut op het Australian Open 2024, waar zij de tweede ronde bereikte. Zij stond in februari voor het eerst in een WTA-finale, op het WTA 125-toernooi van Puerto Vallarta – hier veroverde zij haar eerste titel, door de Australische Taylah Preston te verslaan. Daarmee kwam zij binnen op de top 150 van de wereldranglijst. In augustus won Kessler haar derde ITF-titel op het $100K-toernooi van Landisville (VS) – daarmee haakte zij nipt aan bij de top 100 van de wereldranglijst. Twee weken later won zij haar tweede WTA-titel, op het toernooi van Cleveland – in de finale versloeg zij de Braziliaanse Beatriz Haddad Maia.
In januari 2025 won Kessler haar derde WTA-titel op het toernooi van Hobart – in de finale versloeg zij de Belgische Elise Mertens. Hiermee trad zij toe tot de top 50 van de wereldranglijst. In juni volgde haar vierde WTA-titel, op het toernooi van Nottingham – in de finale versloeg zij de Oekraïense Dajana Jastremska.
Haar hoogste notering op de WTA-ranglijst is de 30e plaats, die zij bereikte in juni 2025.

### Dubbelspel
Kessler was in het dubbelspel minder actief dan in het enkelspel. Zij debuteerde in 2018 op het ITF-toernooi van Berkeley (VS), samen met landgenote Ashley Lahey. Zij stond in 2023 voor het eerst in een finale, op het ITF-toernooi van Jackson (VS), geflankeerd door landgenote Jaeda Daniel – hier veroverde zij haar eerste titel, door de Amerikaanse tweeling Allura en Maribella Zamarripa te verslaan. Tot op heden(augustus 2025) won zij twee ITF-titels, de andere in 2023 in Templeton (VS).
In 2023 speelde Kessler voor het eerst op een WTA-hoofdtoernooi, op het toernooi van Midland, samen met Maria Kozyreva – zij bereikten er de tweede ronde. Op het WTA-toernooi van Auckland 2024 bereikte zij de halve finale, aan de zijde van de Nederlandse Suzan Lamens.
Zij stond in 2025 voor het eerst in een WTA-finale, op het toernooi van Austin, samen met de Chinese Zhang Shuai – zij verloren van het koppel Anna Blinkova en Yuan Yue. In juli van dat jaar kwam zij binnen op de top 150 van de wereldranglijst. Een maand later won zij, aan de zijde van landgenote Cori Gauff, haar eerste WTA-titel op het WTA 1000-toernooi van Montréal – hiermee klom zij naar de mondiale top 100.
Haar hoogste notering op de WTA-ranglijst is de 52e plaats, die zij bereikte in augustus 2025.

## Resultaten grandslamtoernooien
| Legenda | Legenda                          |
| ------- | -------------------------------- |
| g.t.    | geen toernooi gehouden           |
| l.c.    | lagere categorie                 |
| –       | niet deelgenomen                 |
| G       | uitgeschakeld in de groepsfase   |
| 1R      | uitgeschakeld in de eerste ronde |
| 2R      | uitgeschakeld in de tweede ronde |
| 3R      | uitgeschakeld in de derde ronde  |
| 4R      | uitgeschakeld in de vierde ronde |
| KF      | uitgeschakeld in de kwartfinale  |
| HF      | uitgeschakeld in de halve finale |
| F       | de finale verloren               |
| W       | het toernooi gewonnen            |
| w-v     | winst/verlies-balans             |

### Enkelspel
| toernooi        | 2024 | 2025 |
| --------------- | ---- | ---- |
| Australian Open | 2R   | 1R   |
| Roland Garros   | –    | 1R   |
| Wimbledon       | 1R   | 1R   |
| US Open         | 1R   |      |

### Vrouwendubbelspel
| toernooi        | 2024 | 2025 |
| --------------- | ---- | ---- |
| Australian Open | –    | 1R   |
| Roland Garros   | –    | 1R   |
| Wimbledon       | –    | 2R   |
| US Open         | 1R   |      |

## Palmares
| Legenda                 |
| ----------------------- |
| Grandslamtoernooi       |
| Olympische Spelen       |
| Year-End Championships  |
| Premier Mandatory       |
| Premier Five / WTA 1000 |
| Premier / WTA 500       |
| International / WTA 250 |
| Challenger / WTA 125    |

### WTA-finaleplaatsen enkelspel
| nr.              | finale     | toernooi            | ondergrond | tegenstandster      | score         |         |
| ---------------- | ---------- | ------------------- | ---------- | ------------------- | ------------- | ------- |
| gewonnen finales |            |                     |            |                     |               |         |
| 1.               | 2024-02-25 | WTA Puerto Vallarta | hardcourt  | Taylah Preston      | 5-7, 6-3, 6-0 | details |
| 2.               | 2024-08-24 | WTA Cleveland       | hardcourt  | Beatriz Haddad Maia | 1-6, 6-1, 7-5 | details |
| 3.               | 2025-01-11 | WTA Hobart          | hardcourt  | Elise Mertens       | 6-4, 3-6, 6-0 | details |
| 4.               | 2025-06-22 | WTA Nottingham      | gras       | Dajana Jastremska   | 6-4, 7-5      | details |
| verloren finales |            |                     |            |                     |               |         |
| 1.               | 2025-03-02 | WTA Austin          | hardcourt  | Jessica Pegula      | 5-7, 2-6      | details |

### WTA-finaleplaatsen vrouwendubbelspel
| nr.              | finale     | toernooi     | ondergrond | partner     | tegenstandsters             | score             |         |
| ---------------- | ---------- | ------------ | ---------- | ----------- | --------------------------- | ----------------- | ------- |
| gewonnen finales |            |              |            |             |                             |                   |         |
| 1.               | 2025-08-06 | WTA Montréal | hardcourt  | Cori Gauff  | Taylor Townsend Zhang Shuai | 6-4, 1-6, [13-11] | details |
| verloren finales |            |              |            |             |                             |                   |         |
| 1.               | 2025-03-02 | WTA Austin   | hardcourt  | Zhang Shuai | Anna Blinkova Yuan Yue      | 6-3, 1-6, [4-10]  | details |

### Gewonnen ITF-toernooien enkelspel
| nr. | finale     | toernooi    | dotatie   | ondergrond    | tegenstandster in finale | score         |
| --- | ---------- | ----------- | --------- | ------------- | ------------------------ | ------------- |
| 1.  | 2023-10-08 | Rome        | $ 60.000  | hardcourt (i) | Grace Min                | 6-2, 6-1      |
| 2.  | 2024-02-04 | Rome        | $ 75.000  | hardcourt (i) | Liv Hovde                | 6-4, 6-1      |
| 3.  | 2024-08-11 | Landisville | $ 100.000 | hardcourt     | Olivia Gadecki           | 4-6, 6-2, 6-4 |